# (2936) Nechvíle
(2936) Nechvíle es un asteroide perteneciente al cinturón de asteroides descubierto por Antonín Mrkos el 17 de septiembre de 1979 desde el Observatorio Klet, cerca de České Budějovice, República Checa.

## Designación y nombre
Nechvíle se designó inicialmente como 1979 SF.
Más tarde fue nombrado en honor del astrónomo checo Vincenc Nechvíle (1890-1964).

## Características orbitales
Nechvíle está situado a una distancia media del Sol de 2,678 ua, pudiendo alejarse hasta 2,88 ua y acercarse hasta 2,477 ua. Tiene una excentricidad de 0,07523 y una inclinación orbital de 8,469°. Emplea 1601 días en completar una órbita alrededor del Sol.